# Double Séduction
Pour plus de détails, voir Fiche technique et Distribution.
Double Séduction est un téléfilm de thriller américain réalisé par Bill Norton et sorti en 1996. Également titré " A Tangled Web " avec Cheryl Ladd, Mike Farrell, Nick Mancuso, Michael Woolson, Nancy Castwright. 

## Fiche technique
- Titre original : Vows of Deception
- Réalisation : Bill Norton
- Scénario : Frank Abatemarco
- Photographie : Zoltán David
- Montage : Hibah Schweitzer et Trudy Yee
- Musique : Chris Walden
- Costumes : Kathleen A. Wildman
- Décors : Lori A. Noyes
- Producteur : Bernadette Caulfield et Ardythe Goergens
  - Producteur associé : Linda Ferrero
  - Producteur délégué : Frank Abatemarco, Joel Fields, Leonard Hill et Peter Miller
  - Coproducteur : Susan Rosner
- Sociétés de production : Frank Abatemarco Productions et Hill/Fields Entertainment
- Sociétés de distribution : CBS et Multicom Entertainment Group
- Pays d'origine :  États-Unis
- Langue originale : anglais
- Format : couleur
- Genre : Thriller
- Durée : 90 minutes
- Dates de sortie : 
  - États-Unis : 12 novembre 1996
  - France : 23 octobre 2000

## Distribution
- Cheryl Ladd : Lucinda et Lucy Ann Michaels
- Nick Mancuso : Matt Harding
- Michael Woolson (en) : Nick
- Nancy Cartwright : Terry
- Vyto Ruginis : Bob Parnell
- Mike Farrell : Clay Spencer
- Cody Tucker : Samantha Pace
- Cady Huffman : Mary Jo
- Greg Kean : le prestataire